# Monster Magnet
Monster Magnet is een Amerikaanse stonerrockband, opgericht in 1989.

## Bezetting

### Huidige leden
- Dave Wyndorf - gitaar & zang (1989 - heden)
- Phil Caivano - gitaar (1998 - 2005, 2008 - heden)
- Bob Pantella - drums (2004 - heden)
- Garrett Sweeny - gitaar (2010 - heden)
- Alec Morton - basgitaar (2020 - heden)

### Voormalige leden
- John McBain - basgitaar & gitaar (1989 - 1992)
- Tim Cronin - basgitaar, drums & zang (1989 - 1990) overleden in 2025
- Tom Diello - drums (1989 - 1991)
- Joe Calandra - basgitaar (1990 - 2001)
- Jon Kleiman - drums (1991 - 2001)
- Ed Mundell - gitaar (1992 - 2010)
- Jim Baglino - basgitaar (2001 - 2013)
- Michael Wildwood - drums (2001 - 2004)
- Chris Kosnik - basgitaar (2013 - 2020)

## Discografie

### Albums
Tussen haakjes totaal aantal weken in de lijst
| Titel                                                  | Jaar | Charts           | Charts          | Charts           | Opmerkingen   |
| Titel                                                  | Jaar | NL Album Top 100 | VL Ultratop 200 | VS Billboard 200 | Opmerkingen   |
| ------------------------------------------------------ | ---- | ---------------- | --------------- | ---------------- | ------------- |
| Spine of God                                           | 1991 | -                | -               | -                | -             |
| It's a Satanic Drug Thing...You Wouldn't Understand    | 1992 | -                | -               | -                | Verzamelalbum |
| Superjudge                                             | 1993 | -                | -               | -                | -             |
| Dopes to Infinity                                      | 1995 | 77 (4wk)         | -               | -                | -             |
| Powertrip                                              | 1998 | -                | 31 (4wk)        | 97 (23wk)        | VS: Goud      |
| God Says No                                            | 2001 | -                | -               | 153 (1wk)        | -             |
| Greatest Hits                                          | 2003 | -                | -               | -                | Verzamelalbum |
| Monolithic Baby!                                       | 2004 | -                | 37 (3wk)        | -                | -             |
| The Best of Monster Magnet - The Millennium Collection | 2007 | -                | -               | -                | Verzamelalbum |
| 4-Way Diablo                                           | 2007 | -                | -               | -                | -             |
| Mastermind                                             | 2010 | -                | -               | 165 (1wk)        | -             |
| Space Lords                                            | 2012 | -                | -               | -                | Verzamelalbum |
| Last Patrol                                            | 2013 | -                | 100 (4wk)       | 188 (1wk)        | -             |
| Milking the Stars: A Re-Imagining of Last Patrol       | 2014 | -                | -               | -                | Remixalbum    |
| Cobras and Fire (The Mastermind Redux)                 | 2015 | -                | 173 (1wk)       | -                | Reduxalbum    |
| Mindfucker                                             | 2018 | 168 (1wk)        | 54 (3wk)        | -                | -             |
| A Better Dystopia                                      | 2021 | -                | 87 (1wk)        | -                | -             |

### Ep's
Tussen haakjes totaal aantal weken in de lijst
| Titel          | Jaar | Charts           | Charts          | Charts           | Opmerkingen |
| Titel          | Jaar | NL Album Top 100 | VL Ultratop 200 | VS Billboard 200 | Opmerkingen |
| -------------- | ---- | ---------------- | --------------- | ---------------- | ----------- |
| Monster Magnet | 1990 | -                | -               | -                | -           |
| 25 Tab         | 1991 | -                | -               | -                | -           |